# George Guilfoyle
George Henry Guilfoyle (* 13. November 1913 in New York City, New York, Vereinigte Staaten; † 11. Juni 1991 in Camden, New Jersey, Vereinigte Staaten) war ein US-amerikanischer Geistlicher.

## Leben
George Guilfoyle wurde als zweitältestes von fünf Kindern von James J. und Johanna (geb. McGrath) Guilfoyle in New York City geboren. Nach seinem Abschluss an der Regis High School in New York City im Jahr 1931 studierte er an der Georgetown University in Washington, D.C., und erwarb 1935 einen Bachelor of Arts. In Georgetown war Guilfoyle Präsident der Studentenschaft und Mitglied der Philodemic Debating Society. 1939 erhielt Guilfoyle einen Bachelor of Laws von der Fordham University in New York City und wurde als Anwalt in New York zugelassen. Bald darauf gab er seine juristische Karriere auf und trat dem St. Joseph’s Seminary in Yonkers, New York bei.
Am 25. März 1944 weihte Francis Spellman, Erzbischof von New York, ihn in New York zum Priester für sein Erzbistum. Im selben Jahr erwarb er einen Master of Laws an der Columbia University in New York City. 
Papst Paul VI. ernannte ihn am 17. Oktober 1964 zum Weihbischof in New York und Titularbischof von Marazanae. Kardinal Spellman weihte ihn am 30. November 1964 zum Bischof. Mitkonsekratoren waren Christopher Joseph Weldon, Bischof von Springfield, und John Joseph Maguire, Weihbischof in New York. Er nahm an der vierten Sitzungsperiode des Zweiten Vatikanischen Konzils als Konzilsvater teil. 
Am 2. Januar 1968 ernannte der Papst ihn zum Bischof von Camden. Am 4. März 1968 wurde er inthronisiert. Papst Johannes Paul II. nahm am 13. Mai 1989 seinen Rücktritt an und ernannte James Thomas McHugh, Weihbischof in New York, zu seinem Nachfolger.
Bischof Guilfoyle starb am 11. Juni 1991 im Our Lady of Lourdes Medical Center an den Folgen einer Atemwegserkrankung. Er wurde 77 Jahre alt. Er war fast einen Monat im Krankenhaus, aber seine Krankheit schien bis fast zum Ende nicht tödlich zu sein. 